# Wangyuan Road
Wangyuan Road (望园路; Pinyin: Wàngyuán Lù) is een station van de metro van Shanghai, gelegen in het district Fengxian. Het station werd geopend op 30 december 2018 en is onderdeel van de zuidelijk verlenging van de hoofdlijn van lijn 5.
Het station is gelegen aan de kruising van Wangyuan Road en Hangnan Highway. Het is een ondergronds station met een eilandperron tussen de twee sporen. Het station is toegankelijk met twee ingangen op straatniveau. 
Het station is west-oost georiënteerd. Ten westen van het station loopt de metrolijn richting stadscentrum, ten oosten van het station maakt de lijn een bocht terug naar het zuiden en vervolgt zo het traject naar de zuidelijke terminus.
Xinzhuang · Chunshen Road · Yindu Road · Zhuanqiao · Beiqiao · Jianchuan Road · Dongchuan Road · Jiangchuan Road · Xidu · Xiaotang · Fengpu Avenue · Huanchengdong Road · Wangyuan Road · Jinhai Lake · Fengxian Xincheng · zijtak: Dongchuan Road · Jinping Road · Huaning Road · Wenjing Road · Minhang Development Zone

Lijnen van de metro van Shanghai: 1 · 2 · 3 · 4 · 5 · 6 · 7 · 8 · 9 · 10 · 11 · 12 · 13 · 14 · 15 · 16 · 17 · 18 · Pujiang Line